# بنی الجابری (یمن)
 بنی جابری  به عربی ( بَنی الجابری  ) ، روستایی است در دهستان 
بنو نقیع از توابع استان مَحویت در کشور یمن در شبه جزیره عربستان . 

## جمعیت
جمعیت آن (۱۱۱) نفر (۸ خانوار) می‌باشد.